# Turismo di territorio
Turismo di territorio è una forma di turismo caratterizzata dalla conoscenza diretta delle persone e dei diversi aspetti dell'identità di un luogo, offerti nella loro dimensione complessiva e contemporanea, all'interno di un'esperienza di viaggio diversa dagli schemi turistici abituali.
Il territorio (cioè il luogo visitato con le sue ricchezze artistiche, paesaggistiche, naturali, umane, ecc.) rappresenta un'opportunità da esplorare secondo i diversi livelli di interesse del turista e una possibilità di avere un contatto autentico con stili di vita diversi dai propri, vivendo esperienze di conoscenza profonde dal punto di vista estetico, intellettuale o emotivo.
Secondo i codici etici della sostenibilità, codici che possono essere sottoscritti e inglobati dal turismo di territorio, l'attività turistica non deve diventare un fattore di depauperazione delle aree proposte come mete del viaggio, ma può invece arrivare a rappresentare per le singole destinazioni uno strumento importante per raggiungere uno sviluppo economico e sociale durevole.
Secondo il turismo di territorio la ricchezza di ogni destinazione turistica nella sua dimensione complessiva e contemporanea può essere comunicata solo attraverso la cooperazione con gli operatori che quotidianamente vivono e animano il territorio. Rientra in questa visione la definizione di turismo responsabile, vale a dire un'impostazione turistica che rispetta lo stile di vita di chi abita i luoghi proposti come meta turistica.
Il turismo di territorio è la proposta che un tour operator può fare a chi vuole viaggiare in modo responsabile (punto di vista del viaggiatore/responsabile) senza però generare un depauperamento della meta turistica (punto di vista del territorio/sostenibile).